# Адищево (Пермский городской округ)
Адищево — станция (населённый пункт) в Пермском городском округе в Пермском крае России.

## География
Населённый пункт расположен в лесной местности, у реки Васильевка, при остановочном пункте пригородных поездов Адищево Пермского региона обслуживания Свердловской железной дороги. Сама по себе железнодорожная платформа «Адищево» и железнодорожные пути являются частью территории собственно города Перми, они рассекают территорию Адищева на два несмежных территориальных участка. Общая площадь населённого пункта составляет 11,19 га, основная часть территории населённого пункта занята садовым товариществом № 73.

## История
Поселение возникло при строительстве железной дороги от Перми.
Согласно Закону Пермского края от 16.10.2009 № 499-ПК «О внесении изменений в отдельные законодательные акты
Пермской области и Коми-Пермяцкого автономного округа» Адищево вошло в состав территории Пермского городского округа.

## Население
| 2010 |
| ---- |
| 3    |

## Инфраструктура
- Путевое хозяйство.
- СНТ № 73 («Адищево»).

## Транспорт
Автомобильный и железнодорожный транспорт.